# Фестивал јабука у Црепаји
Фестивал јабука је гастрономска манифестација која се одржава месту Црепаја, у организацији Удружења жена. Фестивал је купопродајног и такмичарског карактера, тако да учесници поред слатких и сланих јела од јабука праве и украсне предмете које посетиоци могу да купе. 
Такмичарски програм се дели на три категорије
- највећа јабука
- најбрже љушћење јабука
- најбоље јело од јабуке

Поред главног програма, постоји и различит и културно-уметнички програм. 